# Miastkowo (gemeente)
De gemeente Miastkowo is een landgemeente in het Poolse woiwodschap Podlachië, in powiat Łomżyński.
De zetel van de gemeente is in Miastkowo.
Op 30 juni 2004 telde de gemeente 4326 inwoners.

## Oppervlakte gegevens
In 2002 bedroeg de totale oppervlakte van gemeente Miastkowo 114,84 km², waarvan:
- agrarisch gebied: 62%
- bossen: 30%

De gemeente beslaat 8,48% van de totale oppervlakte van de powiat.

## Demografie
Stand op 30 juni 2004:
| Omschrijving                   | Totaal | Totaal | Vrouwen | Vrouwen | Mannen | Mannen |
| ------------------------------ | ------ | ------ | ------- | ------- | ------ | ------ |
| eenheid                        | aantal | %      | aantal  | %       | aantal | %      |
| inwoners                       | 4326   | 100    | 2120    | 49      | 2206   | 51     |
| bevolkingsdichtheid (inw./km²) | 37,7   | 37,7   | 18,5    | 18,5    | 19,2   | 19,2   |

In 2002 bedroeg het gemiddelde inkomen per inwoner 1355,81 zł.

## Plaatsen
Sołectwa: Miastkowo, Chojny-Naruszczki, Czartoria, Drogoszewo, Gałkówka, Kaliszki, Korytki Leśne, Kuleszka, Leopoldowo, Łubia, Łuby-Kiertany, Łuby-Kurki, Nowosiedliny, Orło, Osetno, Podosie, Rybaki, Rydzewo, Rydzewo-Gozdy, Sosnowiec, Sulki, Tarnowo, Zaruzie.
Zonder de status sołectwo : Korytki Leśne, Kraska.
Kolonie: Bartkowizna, Cendrowizna, Kolonia Nowogrodzka.

## Aangrenzende gemeenten
Lelis, Łomża, Nowogród, Rzekuń, Troszyn, Śniadowo, Zbójna